# Microtech Knives
Microtech Knives, Inc. es una empresa de fabricación de cuchillos, reconocida por sus cuchillos automáticos, que se fundó en 1994 en Vero Beach, Florida, y operó allí hasta que se mudó en 2005 a Bradford, Pensilvania, y en 2009 a Fletcher, Carolina del Norte. En 2007, la empresa comenzó a fabricar una versión estadounidense del Steyr AUG con el nombre de subsidiaria de Microtech Small Arms Research (MSAR).
La compañía ha promovido durante mucho tiempo la calidad con respecto a las tolerancias de presión mecánicas, dentro de una milésima de pulgada (0,001 in). Microtech ha diseñado cuchillos para el uso del Ejército de Estados Unidos, tales como el HALO, UDT, SOCOM y los modelos Currahee. Cuchilleros tales como Greg Lightfoot han señalado que estas tolerancias son lo que hace que los cuchillos fabricados por Microtech sean tan cercanos a los cuchillos personalizados: «tienen la misma calidad que un encargo hecho a mano».
Aunque Microtech ha producido muchos estilos de hojas como cuchillos de cocina, cuchillos de pesca, puntas de flechas y cuchillos balisong, Microtech es más famoso por sus cuchillos automáticos de combate. Los diseños más populares entre los coleccionistas son los automáticos «Out The Front» (OTF) y «Double Action» (D/A). Microtech, junto con Benchmade Knives, fue responsable del resurgimiento de la popularidad de los cuchillos automáticos de combate en la década de 1990. Estos cuchillos se vieron más como una herramienta de precisión que utiliza resortes potentes y piezas de alta calidad en lugar de una importación barata.

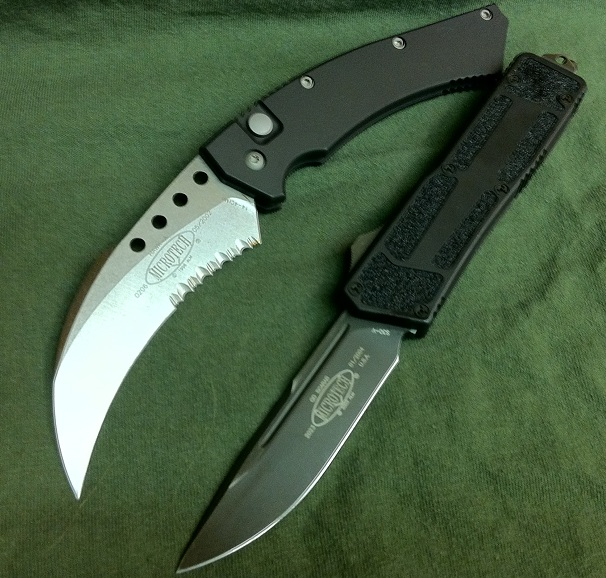
Un Microtech Hawk y un OTF Scarab

Microtech ha colaborado con famosos fabricantes y diseñadores de cuchillos como Ernest Emerson, Bob Terzuola, Mick Strider, Walter Brend, Mike Turber, Greg Lightfoot y Reese Weiland en diseños exclusivos. Un cuchillo Microtech «HALO» apareció en la serie de televisión 24, y un Microtech Troodon fue uno de los cuchillos utilizados por Heath Ledger durante su caracterización del Joker en la película The Dark Knight.

## Microtech Small Arms Research
Microtech Small Arms Research (MSAR) era una subsidiaria de Microtech Knives, que fabricaba una versión estadounidense del Steyr AUG conocida como MSAR STG-556. Presentado en el SHOT Show 2007, el MSAR STG-556 es un clon del AUG A1 disponible en las variantes civil, semiautomática y militar, de disparo selectivo. La MSAR comercializó accesorios para sus rifles hasta que Microtech Knives Inc. cerró la división en marzo de 2015.